# بيرغوس (إراكليون)
بيرغوس (Πύργος) هي مدينة في إراكليون في اليونان.